# Ковиленка
Кови́ленка (каз. Ковыленка) — село у складі Астраханського району Акмолинської області Казахстану. Входить до складу Староколутонського сільського округу.
Населення — 153 особи (2021; 291 у 2009, 457 у 1999, 552 у 1989).
Національний склад станом на 1989 рік:
- казахи — 42 %;
- росіяни — 29 %.